# Pješačka staza
Pješačka staza je prometnica namijenjena za pješake ali ne i motorizirana vozila. Pojam se često rabi za staze u urbanim područjima koje pješacima nude kraće tiše rute, a također mogu pružati pristup za okolni krajolik ili parkove. Pješačka staza se u nekim dijelovima svijeta može koristiti za duže putove u udaljenijim mjestima.